# 権田山
権田山（ごんたやま）は、徳島県那賀郡那賀町に位置する山である。標高1,605.5m。四国百名山選定。「権太山」とも表記される。

## 地理
槍戸川を挟んで一ノ森の南東約5.5kmの地点にあり、旧那賀郡木沢村と同郡木頭村の境界をなす山稜の一部で、独立峰としての山容は明確でない。標高は「木沢村誌」、「木頭村誌」ともに1,609mとしているが、現行の地形図では三角点はなく、等高線では1,600mを示している。
権田山では1,120mの高さからブナ林帯が形成され、山頂付近になってダケモミ・ハリモミ・ヒメコマツ・オオコゴメカラマツなどの針葉樹、ダケカンバ・シャクナゲの群落などが現れる。樹下にはアワミョウギシダ・フタバラン・イワユキノシタなどがみられる。頂上近くはスズタケも多い。

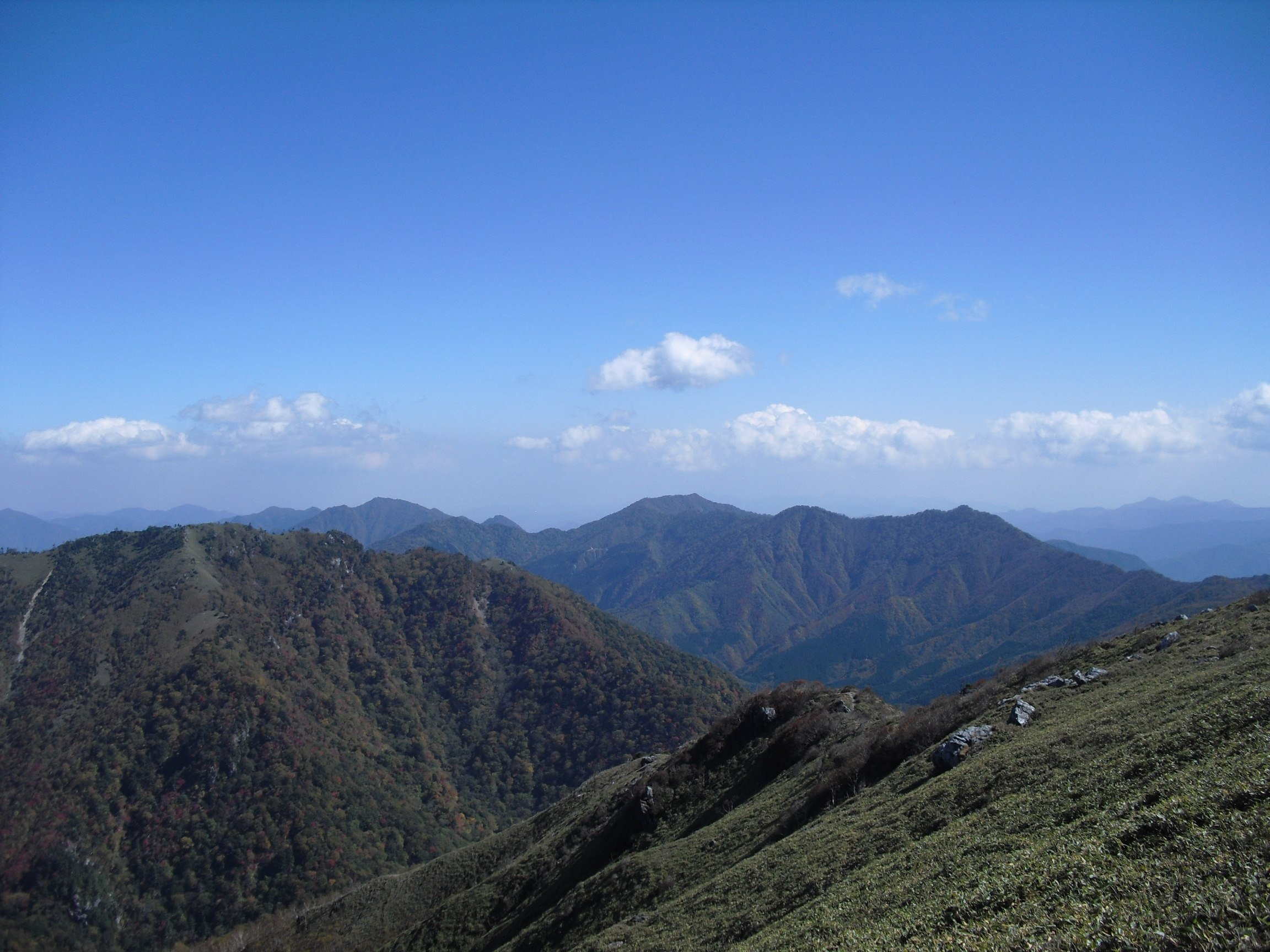
次郎笈から西北西から望む。左に槍戸山。右奥に勘場山・権田山・中内山・折宇谷山の山稜。